# Suger

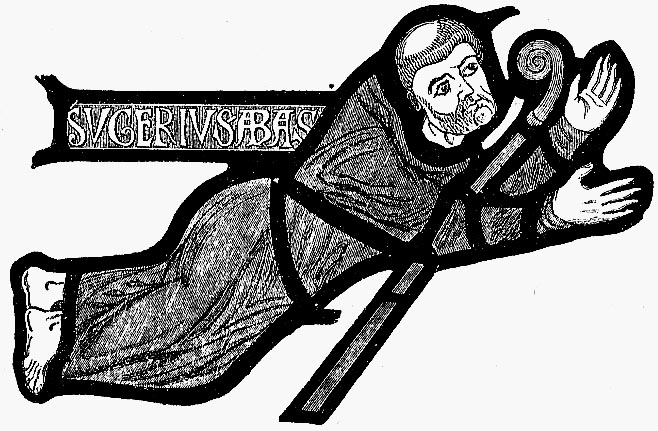
Suger de Saint-Denis en un vitrall medieval

Suger (c. 1081 – 13 de gener, 1151) va ser un eclesiàstic francès, personatge polític i historiador, procedent d'una família pobra de cavallers de Flandes.
Fou abat de Saint Denis i com a tal va enriquir la nova basílica de Saint-Denis en el naixent estil gòtic. Va ser amic i conseller dels reis Lluís VI i de Lluís VII i el més famós historiador del seu temps. Va escriure un panegíric sobre Lluís VI de França anomenat Vita Ludovici regis, i col·laborà en la redacció que la que potser és la crònica més imparcial del regnat de Lluís, Histria gloriosi regis Ludovici.
L'abat Suger va ser un personatge decisiu en el desenvolupament de l'art gòtic. Segons ell, la contemplació de la bellesa material ens permet elevar-nos al coneixement de Déu. Amb aquest pensament justifica les grans obres arquitectòniques característiques del gòtic.

## Biografia
Els orígens de la seua família són desconeguts. En els seus escrits suggereix diverses ocasions que la seua era una família humil, però això podria ser un tret convencional de l'escriptura autobiogràfica. L'any 1091, a l'edat de deu anys, Suger va ser donat com un oblat a l'Abadia de Saint-Denis, on va començar la seua educació. Es va formar en el priorat de Saint-Denis de l'Estrée, on es reuniria per primera vegada amb el futur rei Lluís VI de França. De 1104 a 1106 va assistir a altra escola, possiblement l'abadia de Saint-Benoît-sur-Loire. En 1106 es va convertir en secretari de l'abat de Saint-Denis, i l'any següent fou nomenat prebost de Berneval a Normandia, i en 1109 de Toury. En 1118, Lluís VI va enviar Suger a la cort del Papa Gelasi II a Vilanòva de Magalona (prop de Montpeller), i va viure des de 1121 fins 1122 a la cort del successor de Gelasi, Calixte II.
Al regressar de Vilanòva de Magalona, Suger es va convertir en abat de Saint-Denis. Fins 1127, es va ocupar en la cort principalment dels assumptes temporals del regne, mentre que durant la dècada següent es va dedicar a la reorganització i reforma de Saint-Denis. El 1137 va acompanyar al futur rei, Lluís VII de França, a Aquitània, amb motiu del seu matrimoni amb Elionor d'Aquitània, i entre 1147 i 1149, durant la Segona Croada, va ser un dels regents del regne. Quan el rei es va divorciar d'Elionor, es va oposar fortament, però no reeixí a persuadir el monarca.
Suger va servir com a amic i conseller als reis Lluís VI i Lluís VII de França. Va instar al rei a destruir als bandits feudals, va ser responsable de les tàctiques reials de fer front als moviments comunals, i es va esforçar en regularitzar l'administració de la justícia. Va deixar la seua abadia, que posseïa una considerable propietat, enriquida i embellida per la construcció d'una nova església en estil gòtic incipient.

## Actualitat
En la dècada de 1940, el destacat historiador d'art Erwin Panofsky va afirmar que la teologia de Pseudo-Dionís l'Areopagita va influir en l'estil arquitectònic de l'abadia de Saint-Denis, tot ique els estudiosos posteriors han argumentat en contra d'un vincle tan simplista entre la filosofia i la forma arquitectònica. De la mateixa manera, l'assumpció per part dels autors francesos del segle xix que Suger va ser el "dissenyador" de Saint-Denis (i d'aquí el considerar-lo "inventor" de l'arquitectura gòtica) ha estat gairebé totalment descartada pels estudiosos més recents. En el seu lloc, se'l considera generalment com un patró audaç i imaginatiu que va animar el treball d'un innovador (però ara desconegut) mestre masó.
Un calze que va ser propietat de Suger es troba ara en les col·leccions de la Galeria Nacional d'Art a Washington DC.